# Steffen Liebler
Steffen Liebler (* 24. März 1984) ist ein deutscher Basketballfunktionär. Seit Juli 2011 bekleidet er das Amt des Geschäftsführers der Sport und Event Würzburg Baskets GmbH, dem Betreiber der Basketballmannschaft Würzburg Baskets. Während seiner Spielerlaufbahn bestritt er drei Spiele in der Basketball-Bundesliga.

## Laufbahn
Liebler schaffte zur Saison 2003/04 den Sprung in den erweiterten Kader des Bundesligisten TSK Würzburg und kam im Laufe des Spieljahres zu drei Kurzeinsätzen in der Basketball-Bundesliga, während er zusätzlich weiterhin für die DJK Würzburg in der zweiten Regionalliga auflief.
Während der Saison 2005/06 absolvierte er einen Studienaufenthalt an der Northwood University im US-Bundesstaat Ohio und kam für die Basketballmannschaft der Hochschule in 17 Spielen in der zweiten Division der NCAA zum Einsatz. Dabei erzielte er im Schnitt 1,2 Punkte je Begegnung. In den Folgejahren war Liebler für den SC Heuchelhof in der Regionalliga im Einsatz.
Beruflich war er zunächst für eine Autovermietung in Stuttgart tätig, ehe er im Februar 2011 das Amt des Geschäftsstellenleiters der Sport und Event Würzburg Baskets GmbH, dem Betreiber der Basketballmannschaft s.Oliver Würzburg, antrat. Im Juli 2011 wurde er Geschäftsführer der GmbH. Ab Ende 2021 sah sich Liebler der Aufgabe gegenüber, nach dem für das Saisonende 2021/22 angekündigten Ausstieg von Namens- und Hauptgeldgeber s.Oliver die Mannschaft wirtschaftlich neu aufzustellen. In Lieblers Amtszeit fiel das Erreichen des Halbfinals um die deutsche Meisterschaft im Jahr 2024.